# بط بكين
بط بكين هو طبق من بكين  يتم إعداده منذ العصر الإمبراطوري. يتميز اللحم بجلده الرقيق الهش ، مع نسخ أكثر أصالة من الطبق تقدم في الغالب الجلد مع القليل من اللحم ،تقطع إلى شرائح أمام رواد المطعم بواسطة الطاهي. يتم ذبح البط المربى خصيصًا للطبق بعد 65 يومًا ويتم تتبيله قبل تحميصه في فرن مغلق أو معلق. غالبًا ما يؤكل اللحم مع البصل الأخضر والخيار وصلصة الفاصوليا الحلوة مع الفطائر الملفوفة حول الحشوات.أحيانًا يتم وضع الفجل المخلل بالداخل أيضًا.